# کشتی مین‌روب کلاس شماره۱۹
ماین‌سوییپر کلاس شماره۱۹ (به انگلیسی: No.19-class minesweeper) یک کلاس از کشتی است که طول آن ۷۲٫۵۰ متر (۲۳۷ فوت ۱۰ اینچ) می‌باشد.